# David Soria
David Soria Solís (Madrid, 4 april 1993) is een Spaans voetballer die als doelman speelt. Hij verruilde Sevilla in juli 2018 voor Getafe CF.

## Clubcarrière
Soria speelde in de jeugd bij Real Madrid. In 2012 vertrok hij naar Sevilla, waar hij aansloot bij het derde elftal. In 2013 maakte hij zijn debuut voor Sevilla Atlético, de satellietclub van Sevilla FC. Op 14 september 2014 zat de doelman voor het eerst op de bank, tijdens een competitiewedstrijd tegen Getafe CF. Op 2 december 2015 debuteerde hij in de Copa del Rey tegen UD Logroñés. Op 18 februari 2016 maakte Soria zijn Europese debuut, in de UEFA Europa League tegen Molde FK.

## Erelijst
| UEFA Europa League | 1x | 2015/16 |